# Piedras Norn
Las piedras Norn son artículos mágicos poderosos ficticios que aparecen en los cómics estadounidenses publicados por Marvel Comics. Las piedras se representan como si fueran de Asgard y aparecen en el Universo Marvel.

## Historia ficticia
Karnilla una vez le envió a Loki algo de magia de las piedras Norn.
Algún tiempo después, Morgan le Fay usó el poder de las Piedras Norn y la Espada Crepuscular para reestructurar la realidad.
Durante la historia del Dark Reign, Loki quiso usar a Capucha como instrumento en el colapso de Norman Osborn, y lleva a Capucha y Madame Máscara a Cuba y le presenta las Piedras Norn, lo que le da a Capucha una nueva fuente de energía. La Capucha luego revela las Piedras Norn a su Sindicato del Crimen y los habilita con la habilidad de encontrar y matar a los Nuevos Vengadores. Cuando Donyell Taylor y Tigra atacan a Capucha, usa las Piedras Norn para dar poder a algunos de los cadetes de su lado.
Durante el asedio de Asgard, Tyr es gravemente herido por la Capucha con las piedras Norn. Cuando el Vacío destruyó a los Nuevos Vengadores, Jóvenes Vengadores y Secret Warriors, Loki comenzó a arrepentirse, al darse cuenta de que lo que le había sucedido a Asgard no era lo que él quería. Le suplicó a su padre Odín que le devolviera las Piedras Norn, que se los quitaron de Capucha y se los dieron a Loki. Esto privó a la Capucha de todo poder, y Loki usó este poder, y el poder que Capucha había dado a su pandilla, para revivir a los héroes mortales e inmortales derrotados por el Vacío y facultarlos para derrotar a Sentry (totalmente poseído por el Vacío).

## Otras versiones

### Ultimate Marvel
La versión Ultimate Marvel de Piedras Norn son extensiones del poder de Odín. Loki decide traicionar a Asgard y roba las Piedras Norn, matando a Balder cuando intenta interferir antes de huir de Asgard. Durante la Segunda Guerra Mundial, el barón Zemo se acerca a Heinrich Himmler y pide un ejército para invadir Asgard. Aunque Himmler es escéptico al principio, Zemo le muestra que posee las míticas Piedras Norn. Himmler inmediatamente aprueba el plan de Zemo. Zemo luego usa las piedras para convocar a los Gigantes de Escarcha, y las fuerzas combinadas de Alemania y Gigante de Escarcha atacan a Asgard. Zemo luego se revela como Loki, finalmente haciendo su movimiento en su antigua casa. Los Asgardianos son tomados por sorpresa y masacrados, y solo quedan Odín y Thor. Enfadado, Odín empuja a Loki hacia el Árbol del Mundo, donde está encerrado en la Habitación Sin Puertas. En la era moderna, en Alemania, un veterano alemán de la Segunda Guerra Mundial sigue las instrucciones que le dio Loki y usa las Piedras de Norn para liberarlo de la Habitación sin puertas, por lo que Loki muestra que está agradecido por matándolo.

## En otros medios

### Televisión
- Las Piedras Norn se pueden ver en The Avengers: Earth's Mightiest Heroes. En el episodio "This Hostage Earth", los Maestros del Mal se los roban a Karnilla para poder usarlos para fusionar la Tierra con Asgard. En el episodio "The Fall of Asgard", los Vengadores destruyen la mayoría de las Piedras Norn, lo que las dispersa en varios reinos conectados con Yggdrasil. En "Acts of Vengeance", Barón Zemo intenta usar la última Piedra Norn para protegerse de la ira de Encantadora, pero ella y Wonder Man desaparecen después de intentar reclamarla.
- Una piedra Norn aparece en Ultimate Spider-Man, episodio "Itsy Bitsy Hombre Araña", Loki lo usa para convertir a Spider-Man, sus compañeros alumnos de S.H.I.E.L.D. y Thor en niños (super-deformados) para que pueda convertirse en el heredero de Odín. Sin embargo, finalmente es frustrado por los héroes.

### Videojuegos
- Las Piedras Norn aparecen como un elemento de equipo en Marvel's Avengers.[11]